# Eppenstein
Eppenstein là một đô thị thuộc huyện Judenburg trong bang Steiermark, nước Áo. Đô thị Eppenstein có diện tích 57,53 km², dân số cuối năm 2005 là 736 người.